# William Ahlemeyer
William Alexander Ahlemeyer (* 20. Juli 1907 in Bremen, Deutsches Reich als Wilhelm Alexander Ahlemeyer; † 21. Mai 1952 ebenda) war ein US-amerikanischer Handballspieler deutscher Herkunft.

## Leben und Karriere
Ahlemeyer gehörte auf Vereinsebene dem German-American AC aus Queens an. Mit der US-amerikanischen Nationalmannschaft nahm er am olympischen Feldhandballturnier 1936 teil und wurde in allen drei Spielen gegen Ungarn (2:7), Deutschland (1:29) und Rumänien (3:10) eingesetzt.